# Ingerana baluensis
Ingerana baluensis är en groddjursart som först beskrevs av George Albert Boulenger 1896.  Ingerana baluensis ingår i släktet Ingerana och familjen Ceratobatrachidae. IUCN kategoriserar arten globalt som livskraftig. Inga underarter finns listade i Catalogue of Life.